# Emir Dilaver
Emir Dilaver (Duvno, 1991. május 7. –) bosnyák származású osztrák labdarúgó, jelenleg a Rijeka játékosa.

## Pályafutása
Dilaver 2001 és 2009 között a Austria Wien akadémiáján nevelkedett. 2009-ben 18 évesen lépett pályára az első csapatban. 2014-ig hetven tétmérkőzésen
két gólt szerzett.

### Ferencváros
2014. június 27-én szerződött a Ferencvároshoz.
2016. április 2-án a Debrecen elleni derbin 2–1-re kikapott, de így is bajnok lett a Ferencvárossal.
2017. május 31-én a magyar kupa döntőjében 11-sekkel nyertek a Vasas ellen.
Nyolcvanhat bajnoki mérkőzésen két gólt szerzett.

### Lech Poznań
2017. június 3-án négy éves szerződést írt alá a lengyel Ekstraklasa bajnokságban szereplő Lech Poznań-nal.

### Dinamo Zagreb
2018. május 29-én hivatalossá vált, hogy a horvát bajnok Dinamo Zagreb csapatában folytatja pályafutását.

### Çaykur Rizespor
2020 szeptemberében a török Çaykur Rizespor csapatához igazolt 1 millió euróért.

## Válogatott
Dilaver pályára lépett az Ausztria U18-tal és az Ausztria U21-gyel.

## Sikerei, díjai
Austria Wien
- Osztrák bajnok (1): 2012–13
- Osztrák kupa ezüstérmes (1): 2012–13

 Ferencvárosi TC
- Magyar bajnok: 2016
- Magyar Bajnokság-ezüstérmes: 2015
- Magyar kupagyőztes: 2015, 2016, 2017
- Magyar szuperkupa-győztes: 2015
- Magyar ligakupa-győztes: 2015

 Dinamo Zagreb
- Horvát bajnok (1): 2018–19
- Horvát szuper-győztes (1): 2019